# Rivederti
Rivederti è un singolo del cantante italiano Mario Biondi, pubblicato il 7 febbraio 2018, come primo estratto dal dodicesimo album in studio Brasil.
Con questo brano l'artista ha partecipato al Festival di Sanremo 2018, classificandosi al diciannovesimo e penultimo posto. Nel corso della serata dedicata ai duetti, Biondi ha interpretato la canzone con Ana Carolina e Daniel Jobim.

## Video musicale
Il videoclip della canzone è stato diretto dagli YouNuts!.

## Tracce
1. Rivederti (Italian Version) – 3:31